# Janet Kidder
Pour les articles homonymes, voir Kidder.
Janet Kidder est une actrice canadienne née en 1972 à Toronto (Canada), ou à Cranbrook (Colombie-Britannique) selon les sources. Elle est la nièce de Margot Kidder.
Elle joue le rôle de Lila Jacobs dans la série Le maître du haut château. 

## Filmographie
- 1997 : Un candidat idéal (The Absolute Truth) (TV) : Co-Ed
- 1997 : Men with Guns : Crystal
- 1997 : Bad to the Bone (TV) : Phoebe
- 1998 : Pas facile d'être papa (A Cool, Dry Place) : Carol Holman
- 1998 : Thanks of a Grateful Nation (TV) : Rosca
- 1998 : Made in Canada (série télévisée) : Lisa Sutton
- 1998 : La Fiancée de Chucky (Bride of Chucky) : Diane
- 1999 : The Girl Next Door (TV) : Deputy Colleen
- 1999 : Invasion planète Terre (Earth: Final Conflict) (série télévisée) : Julia Cook
- 1999 : Sea People (TV) : Ms. Busby, Swim Teacher
- 2000 : Too Much Sex : Amber
- 2000 : XChange : Alison De Waay
- 2000 : Le Drame du vol 111 (Blessed Stranger: After Flight 111) (TV) : Cheryl Barkhouse
- 2001 : Injustice (A Mother's Fight for Justice) (TV)
- 2001 : The Big Heist (TV) : Maria
- 2001 : Century Hotel : Beth
- 2001 : Dead Awake : Kimberly 'Kick' Birmingham
- 2002 : Darkness Falling : Megan / Jane Wright
- 2002 : Tom Stone (série télévisée) : Cpl. Marina De Luzio
- 2003 : La Loi d'une mère (Defending Our Kids: The Julie Posey Story) (TV) : Cassandra Harris
- 2004 : Ginger Snaps : Résurrection (Ginger Snaps: Unleashed) : Alice Severson
- 2004 : Tom Stone (série télévisée) : Cpl Marina De Luzio
- 2007 : Superstorm (feuilleton TV) : TV Interviewer
- 2011 : J.K. Rowling : La Magie des mots (Magic Beyond Words: The J.K. Rowling Story) (TV) : Anne Rowling
- 2012 : Continuum : Ann Sadler (mère d'Alec)
- 2013 : Lessons in Love (Words and Pictures) de Fred Schepisi
- 2014 : Grace : l'infirmière
- 2014 : L'Étincelle de Glenwood (Garage Sale Mystery: All That Glitters) (TV) : Adrian
- 2015–2016 : Arrow : Ruvé Adams (Saison 4)
- 2016 : Dead of Summer : Un été maudit : Mrs. Sykes
- 2020 : Star Trek: Discovery : Ministre Osyraa (Saison 3)
- 2023 : Little Bird (série télévisée)
- 2025 : The Monkey de Oz Perkins : mère de Ricky

2020 le maître du haut château Lila Jacobs (saison 3)

## Récompenses et nominations
En 2002, Kidder a été nommée pour un prix Gemini, dans la catégorie de la meilleure performance d'un acteur dans un rôle dramatique principal continu, pour sa performance dans la série télévisée Tom Stone.
Elle a été nommée deux fois aux Leo Awards; d'abord en 2013 dans la catégorie Meilleure performance féminine dans un second rôle : Téléfilm pour Ring of Fire et à nouveau en 2021 dans la catégorie Meilleure performance féminine dans un second rôle : Série dramatique pour l'épisode "Elliot" de Two Sentence Horror Stories.